# Bachelot Caron
 (mai 2025).
La mise en forme du texte ne suit pas les recommandations de Wikipédia : il faut le « wikifier ».
Les points d'amélioration suivants sont les cas les plus fréquents. Le détail des points à revoir est peut-être précisé sur la page de discussion.
- Les titres sont pré-formatés par le logiciel. Ils ne sont ni en capitales, ni en gras.
- Le texte ne doit pas être écrit en capitales (les noms de famille non plus), ni en gras, ni en italique, ni en « petit »…
- Le gras n'est utilisé que pour surligner le titre de l'article dans l'introduction, une seule fois.
- L'italique est rarement utilisé : mots en langue étrangère, titres d'œuvres, noms de bateaux, etc.
- Les citations ne sont pas en italique mais en corps de texte normal. Elles sont entourées par des guillemets français : « et ».
- Les listes à puces sont à éviter, des paragraphes rédigés étant largement préférés. Les tableaux sont à réserver à la présentation de données structurées (résultats, etc.).
- Les appels de note de bas de page (petits chiffres en exposant, introduits par l'outil «  Source ») sont à placer entre la fin de phrase et le point final[comme ça].
- Les liens internes (vers d'autres articles de Wikipédia) sont à choisir avec parcimonie. Créez des liens vers des articles approfondissant le sujet. Les termes génériques sans rapport avec le sujet sont à éviter, ainsi que les répétitions de liens vers un même terme.
- Les liens externes sont à placer uniquement dans une section « Liens externes », à la fin de l'article. Ces liens sont à choisir avec parcimonie suivant les règles définies. Si un lien sert de source à l'article, son insertion dans le texte est à faire par les notes de bas de page.
- La présentation des références doit suivre les conventions bibliographiques. Il est recommandé d'utiliser les modèles {{Ouvrage}}, {{Chapitre}}, {{Article}}, {{Lien web}} et/ou {{Bibliographie}}. Le mode d'édition visuel peut mettre en forme automatiquement les références.
- Insérer une infobox (cadre d'informations à droite) n'est pas obligatoire pour parachever la mise en page.

Pour une aide détaillée, merci de consulter Aide:Wikification.
Si vous pensez que ces points ont été résolus, vous pouvez retirer ce bandeau et améliorer la mise en forme d'un autre article.
Bachelot Caron est un duo d'artistes plasticiens français composé de Louis Bachelot et Marjolaine Caron. Leur production artistique comprend des sculptures en céramique, des tableaux photographiques et des illustrations de presse. Leurs créations sont caractérisées par des éléments baroques contemporains et une dimension théâtrale,,. Leurs œuvres abordent des thèmes liés aux passions humaines et aux faits divers,.
«Louis Bachelot et Marjolaine Caron commencent par signer des costumes, des décors et mises en scène de théâtre, d’opéra ou de cinéma ainsi que des illustrations pour la presse. Depuis sept ans, ils modèlent la céramique [...]», résume Élisabeth Couturier dans la revue Connaissance des Arts en 2023.   

## Biographie

### Enfance et famille
Marjolaine Caron, née le 9 mars 1963 à Paris, est la fille aînée du photoreporter Gilles Caron et de Marianne Caron. La disparition de son père a marqué son enfance,. La famille Caron a pris la décision de léguer les tirages originaux de Gilles Caron au ministère de la Culture français.
Louis Bachelot est né le 5 novembre 1960 à Alger pendant la guerre d'Algérie, dans une famille de pieds-noirs d'origine catholique et juive. La famille Bachelot a quitté l'Algérie en 1961. Sa mère, Annie Bachelot, s'est occupée de l'éducation de ses enfants et s'est impliquée dans des associations, notamment l'organisation PIE. Son père, Bernard Bachelot, a eu une carrière variée, incluant des postes dans l'armée française et chez IBM-France. Il s'est également consacré à l'histoire militaire, recevant en 2003 le prix littéraire Jean Pommier de l'Académie de Marine pour son ouvrage "Louis XIV en Algérie".
Les expériences familiales de Louis Bachelot et Marjolaine Caron, marquées par des événements historiques et des figures paternelles importantes, ont influencé leur approche artistique. Leur collaboration artistique sous le nom de Bachelot Caron s'inscrit dans ce contexte biographique.

### Formation et carrière
Louis Bachelot et Marjolaine Caron ont tous deux étudié à l'École nationale supérieure des arts appliqués et des métiers d'art (ENSAAMA) après des classes préparatoires aux écoles d'art. Ils se sont rencontrés lors du Carnaval des Arts organisé par Louis Bachelot.
Après leurs études, ils travaillent sur de multiples projets pour le cinéma, la publicité, l'opéra et le théâtre. Ils participent à des projets avec des réalisateurs et metteurs en scène comme Alain Robbe-Grillet, Jean-Jacques Beineix, et Claude Miller. Ils ont également participé à des coproductions franco-allemandes dirigées par Barry Goldman. Louis, réalise avec son frère Xavier des courts-métrages, dont un clip musical pour le groupe Pow-WoW, ainsi qu'un film pour le metteur en scène Alfredo Arias.
Parallèlement, Louis et Marjolaine ont développé une carrière d'illustrateurs, travaillant pour des journaux tels que The New Yorker, Le Monde, Libération, Le magazine Littéraire, VSD, Les Inrokuptibles, Enjeux Les Échos, FHM, Okapi. Ils ont aussi créé des livres pour enfants, collaborant avec des auteurs comme Agnès Desarthe, tous édités par l’École des loisirs,,.  Par la suite, leur travail d’illustration s'étend à d'autres auteurs pour: Carotte Noire, Le professeur de mensonge, Les mamans des petits gourmands, Bon pied? Bon nez!, De Saigon à Alger, Raison d'État, L’alibi, La souche,,,,,,,.
En 1995, le couple s'est installé en Bourgogne avec leurs enfants pour se consacrer à leur travail artistique. Leurs illustrations pour les magazines Nous Deux et Le Nouveau Détective leur ont valu une certaine notoriété. Ils ont développé une technique de «Tableaux photographiques», combinant peinture, photographie et montage numérique pour illustrer des faits divers,,. Ces illustrations suscitent rapidement l'intérêt des critiques d'Art,. Leur première exposition a eu lieu en 2005 à la galerie Trafic à Ivry-sur-Seine, suivie par d'autres expositions à Paris et à l'international.
En 2015, ils ont élargi leur pratique artistique pour inclure la création de céramiques. Ils mêlent depuis lors, céramique, peinture, photographie, montage numérique et performance, dans leur processus de création.

## Œuvres et expositions

### Œuvres
Le chercheur Michel Poivert décrit leur travail comme des «mises en scène archaïques pleines de théâtralité et de fables» où «se mêlent le pictural et le photographique». Dans un interview accordé par Jérôme Sans, les artistes eux-mêmes reconnaissent l'influence de diverses formes d'art dans leur travail, incluant la peinture, la photographie et le cinéma. Brigitte Ollier partage cette observation dans la revue Art Press.  
Leur art explore souvent des thèmes liés aux passions et aux pulsions humaines, mêlant des éléments de fiction et de réalité. Leurs créations en céramique, décrites comme ayant des textures organiques et sensuelles, ont été comparées à l'œuvre d'artistes comme Gaudí et le facteur Cheval, avec des éléments rappelant Jérôme Bosch. Les critiques d'art ont noté l'aspect charnel et «l’extravagance» parfois provocante de leurs œuvres. Élisabeth Couturier a classé le duo dans un courant baroque contemporain,. Leur travail a été exposé dans des galeries et des salons d'art, notamment au salon Art Paris et au Paris Art-Design (PAD),,,,,,.
Jacques Henric, dans la préface de leur premier catalogue «Crimes et Délices», a aussi situé leur travail dans la lignée de «la Contre-Réforme» et «l'art baroque».
Élisabeth Couturier, dans la revue Connaissance des Arts, a décrit leur travail comme axé sur la narration d'histoires. Le réalisateur Claude Chabrol a aussi commenté la dimension cinématographique de leur travail dans un texte.

### Expositions
Ils exposent leurs œuvres depuis 2005 dans plusieurs pays, incluant la France, l'Allemagne, l'Angleterre, l'Autriche, la Belgique, les Pays-Bas, la Suisse, la Birmanie et les États-Unis.
Entre 2008 et 2012, les tableaux photographiques de Bachelot Caron, axés sur les faits divers, ont été exposés à Paris par Sébastien Nahon. Deux expositions majeures ont eu lieu: l'une à l'Hôtel de l'Industrie sur la place Saint-Germain-des-Prés, l'autre au Passage de Retz dans le 3e arrondissement. Chaque exposition a été accompagnée d'un catalogue,.
Depuis 2014, le duo est représenté par Olivier Castaing (School Gallery), qui a présenté leurs tableaux photographiques lors d'événements internationaux tels que Paris Photo et Photo London. Leurs créations en céramique ont été exposées à plusieurs reprises, notamment à Art Paris au Grand Palais et à la Fondation Bullukian à Lyon. Leurs portes en céramique et leurs cheminées sont visibles dans les salons d'art tels qu’Art Paris en 2016 et Paris-Art-Design (PAD) en 2023,.
En 2023, Bachelot Caron a été invité par Dominique Gagneux, directrice du musée d'Art moderne de l'abbaye de Fontevraud, à participer à deux expositions: «Tables de Noël» dans le réfectoire de l'abbaye et «Les Tables au Musée» dans le musée d'Art moderne. Ces expositions ont mis en avant leurs créations en céramique en relation avec la collection Martine et Léon Cligman, explorant des thèmes et l'histoire présents dans d'autres œuvres de la collection.
Depuis 2023, la Galerie Anne Laure Buffard représente aussi Bachelot Caron. Leurs portes, céramiques et tableaux sont exposés  sur le stand de la Galerie lors de la foire d'art contemporain Art Brussels 2024,,.
En juin 2024, à l’occasion du bicentenaire de la Manufacture de Sèvres et en collaboration avec le Musée national de Céramique, le duo d’artiste a réalisé une performance mise en scène par John Caroll, autour de leurs oeuvres, à l’issue d’une résidence de plusieurs mois au sein de la Manufacture. En 2025, hors les murs, la galerie de la Manufacture et du Musée organise aussi des expositions dédiées à Bachelot Caron.

#### Liste des expositions
- 2005: Galerie Trafic, Ivry-sur-Seine, France[37].
- 2008: «Crimes et Délices» - Hôtel de l’Industrie, Paris, France[64].
- 2009: «The Flowers of Evil» - Galerie Valérie Cueto, New York, États-Unis.
- 2010: «Simulacre et Parodies»- Château d’eau, Toulouse, France.
- 2011: «Vrai ou Faux» Néderland Photomuseum, Rotterdam, Pays-Bas.
- 2011: «Raum Linksrechts»- Hambourg, Allemagne.
- 2011: «Raum Linksrechts»- Senn Gallery Vienne, Autriche
- 2011: «Non, pas ce soi»- Musée d’Ixelles, Bruxelles.
- 2012: «Délit d’initiés»présentée par Sébastien Nahon - Galerie Passage de Retz, Paris, France[65].
- 2013: «Inside Job» - Institut Français de Berlin, Allemagne[66].
- 2013: «Inside Job» - Institut Français de Cologne, Allemagne[67].
- 2013: «Vertigo» - Galerie Seine 51, Paris, France.
- 2014: Collection Art Pradier - Musée Nicéphore Niepce, Châlon et Phillips Auction House, Paris, France.
- 2014: «Les esthétiques d’un monde désenchanté» - CAC Meymac, France.
- 2015: «Après la bataille» -  Paris Photo, Stand Galerie Olivier Castaing, Paris, France.
- 2015: «La bataille» - Photo London, Galerie Olivier Castaing, Londres, Angleterre.
- 2015: «Bachelot et Caron» - Pansodan Gallery, Yangoon Photo Festival, Birmanie.
- 2016: Yia Art Fair Paris - Carreau du Temple, Paris, France.
- 2016: «Digestion» - Art Paris Art Fair, Grand Palais, Galerie Olivier Castaing, Paris, France.
- 2017: «Mille Feuilles et Batailles» - School Gallery/Galerie Olivier Castaing, Paris, France.
- 2017: «Mille-Feuilles» -  Yia Art Fair Brussels 2017, Galerie Olivier Castaing, Bruxelles, Belgique.
- 2018: Art Paris Art Fair, Grand Palais, Galerie Olivier Castaing, Paris, France.
- 2019: «Flower Power» -  La Cave, Genève, Suisse.
- 2019: Art Paris Art Fair, Grand Palais, Galerie Olivier Castaing, Paris, France.
- 2019: «Céramiques Gourmandes»- Fondation Bernardaud, Limoges, France[68].
- 2020: Art Paris Art Fair, Grand Palais, Galerie Olivier Castaing, Paris, France.
- 2021: «Par-delà le vernis» - Fondation Bullukian, Lyon, France.
- 2021: «Blooming Expérience Pommery #15» - group show, Villa Demoiselle, Domaine Vranken-Pommery, Reims, France.
- 2021: Art Paris Art Fair, Grand Palais, Galerie Olivier Castaing, Paris, France.
- 2021: «Le goût de l’Art, l’Art du goût»'- Château de Rivau, Léméré, France[69].
- 2022: «Le serpent cosmique» - Musée de l’Hospice Comtesse, Utopia, lille3000, Lille, France.
- 2022: Art Paris Art Fair, Grand Palais Ephémère, Galerie Olivier Castaing, Paris, France.
- 2023: PAD Paris 2023, group show, Les Tuileries , Galerie Olivier Castaing, Paris, France.
- 2023: «Paysages métaphoriques» - Manifesta, Lyon, France.
- 2023: «Forever Experience Pommery #17» - Villa Demoiselle, Domaine Vranken-Pommery, Reims, France.
- 2023: «Ce n’est pas le temps qui passe, mais nous» - Palais Idéal du Facteur Cheval, Hauterives, France.
- 25 novembre 2023 - 10 mars 2024: «Tables de Noël» - Exposition dans le réfectoire de l’abbaye de Fontevraud, Fontevraud l’Abbaye, France[59].
- 25 novembre 2023 - 10 mars 2024: «Les Tables au Musée» - Exposition dans la collection permanente du musée d’Art moderne de Fontevraud, Collections nationales Martine et Léon Cligman, Fontevraud l’Abbaye, France[70].
- 25 - 28 avril 2024: «Les assassins assassinés» - Art Brussels 2024, Galerie Anne Laure Buffard, Bruxelles, Belgique[71].
- Juin - octobre 2024: « Feu Brogniard » - SÈVRES Manufacture et musée nationaux, Sèvres, France[63].
- Décembre 2024: « Le Carnaval des animaux » - Boutique Hermès, 17 rue de Sèvres, Paris, France.
- Mars 2025: « Obscur Objet du désir » autour du thème d’Olympia - Galerie Anne Laure Buffard, Paris, France[72].
- Février 2025: Foire Ceramic Brussels, solow show présenté par la Manufacture de Sèvres, Bruxelles, Belgique[73].
- Mars 2025: « Vases » - Galerie de Sèvres, quartier du Palais Royal, Paris, France.
- Avril 2025: « De Bachelot Caron à Xavier Veilhan » - Art Paris 2025, Galerie de Sèvres, Paris, France.
- Mai 2025: « De Bachelot Caron à Xavier Veilhan » - Révélations Biénnale internationale Métiers d’Art et Création, Galerie de Sèvres, Paris, France[74].

## Partenariats
Entre 2013 et 2022, Bachelot Caron a créé des œuvres pour des ventes aux enchères caritatives au profit de la Fondation La Source Garouste, en collaboration avec Vitra. Le duo a également collaboré à plusieurs reprises avec le réseau des Instituts français, particulièrement en Allemagne.
En partenariat avec la maison Bernardaud, ils ont conçu des pavés en porcelaine pour commémorer le cinquantième anniversaire de Mai 68. Ils ont aussi participé à l'exposition collective "Céramiques gourmandes" organisée par la Fondation Bernardaud en.
En 2023, après une résidence artistique de plusieurs mois à l'abbaye de Fontevraud, Bachelot Caron a été invité à présenter leurs œuvres en dialogue avec la collection Martine et Léon Cligman.
En 2024, Bachelot Caron réalise pour la marque Hermès, les vitrines de Noël de la boutique du 17 rue de Sèvres à Paris. Ces vitrines sont intitulées « Le Carnaval des animaux »
Bachelot Caron effectue en 2024 une résidence à la Manufacture de Sèvres débouchant sur une performance et plusieurs expositions de leurs oeuvres. La collection permanente du Musée national de Céramique acquiert trois de leurs oeuvres. En 2025, SÈVRES Manufacture et Musées nationaux expose le duo dans sa galerie parisienne, à la Foire Ceramic Brussel ainsi qu’à Art Paris 2025 et à Révélations, la Biénnale internationale Métiers d’Art et Création.

### Catalogues
- Crimes et délices (2008) avec une préface rédigée par Claude Chabrol et un texte d’analyse de Jacques Henric[75].
- Bachelot Caron Fake (2011), un catalogue dont Sébastien Nahon est l’auteur[76].
- Délit d’initiés / Inside job (2012) avec un interview de Jérôme Sans et un texte de recherche de Michel Poivert[77].

### Films
- Bachelot-Caron / La trace (2012) réalisé par Séverine Lathullière Pinkasfeld[78].
- Bachelot-Caron / Out of Eden (2014) est un film-portrait réalisé par Séverine Lathuillière Pinkasfeld et produit par Naïa-Productions: «Out of Eden est un portrait d’artistes, qui capte dans leur intimité le processus de création joyeux et énervé d’un travail puissant sur l’humain et son époque. Out of Eden est une histoire d’amour. L’histoire du couple Bachelot Caron»[79].

### Émissions télévisées
- Un épisode de L’émission d’Antoine diffusée sur Canal+ et animée par Antoine de Caunes a été consacré sur les faits divers, Bachelot Caron y fait l’objet d’un reportage[80].
- En 2018, Léa Salamé réalise un reportage sur le duo d’artistes Bachelot Caron dans son émission Stupéfiant ! diffusée sur France 2[81].
- Les équipes de France 24 ont réalisé un reportage sur Hélène Darroze en 2020. Un échange entre la cheffe étoilée et les deux artistes est filmé. Hélène Darroze explique avoir acquis deux de leurs céramiques pour son restaurant au sein de l’hôtel The Connaught à Londres[82].